# Cigar box guitar

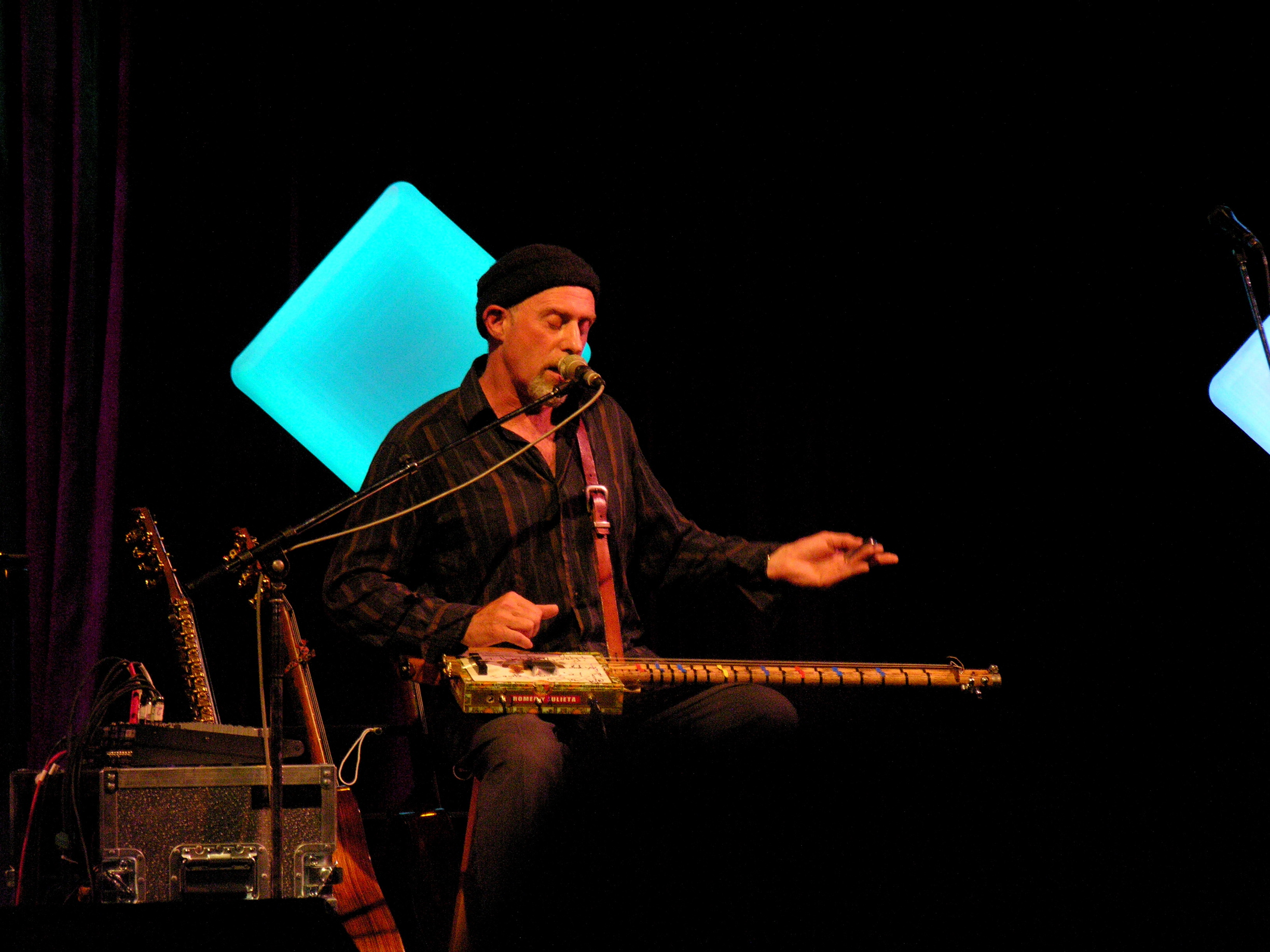
Harry Manx tocando sua cigar box guitar.

O cigar box guitar (inglês para "guitarra de caixa de charutos") é um antigo instrumento de cordas ressonante, feito com caixas semelhantes as de charutos. Tem esse nome devido as características semelhantes das caixas de charutos e cigarros construídos com uma fina camada de madeira. Não possui dimensões, cordas e sons padronizados. Geralmente é composto por duas a quatro cordas semelhantes a um banjo.

## História
Popularizou-se durante a grande depressão de 1930 onde os materiais e importações eram escassos. Inicialmente desenvolvidos com diversos materiais descartáveis encontrado no cotidiano como partes de isqueiros, arames, espanadores e caixas de charutos, que inicialmente eram empacotados em caixas, papelões e em barris na década de 1800, diferentemente de hoje em dia, onde são vendidos em embalagens isolantes e protegidas feitas de plástico e papel.Hyman, Tony (1972). Handbook of Cigar Boxes. New York: Arnot Art Museum).
Após 1840, os charutos começaram a ser fabricado e vendido em caixas de madeira, onde cabiam até 100 caixas de 20 a 50 cigarros por caixa. Foi quando começaram a ser utilizadas para a produção deste tipo de guitarra.
Foi o primeiro instrumento de Blind Willie Johnson, ícone do blues. Muitos guitarristas como Rick Redington do The Luv, Billy Gibbons do ZZ Top (fabricadas pela "Kurt Schoen", utilizavam o modelo, que era puramente acústico. Mais tarde, como citado acima, o modelo começou a ser fabricado em linha, com captadores, e diversas marcas entraram para o mercado de cigar box, muitas delas, puramente artesanais.